# Łazanki

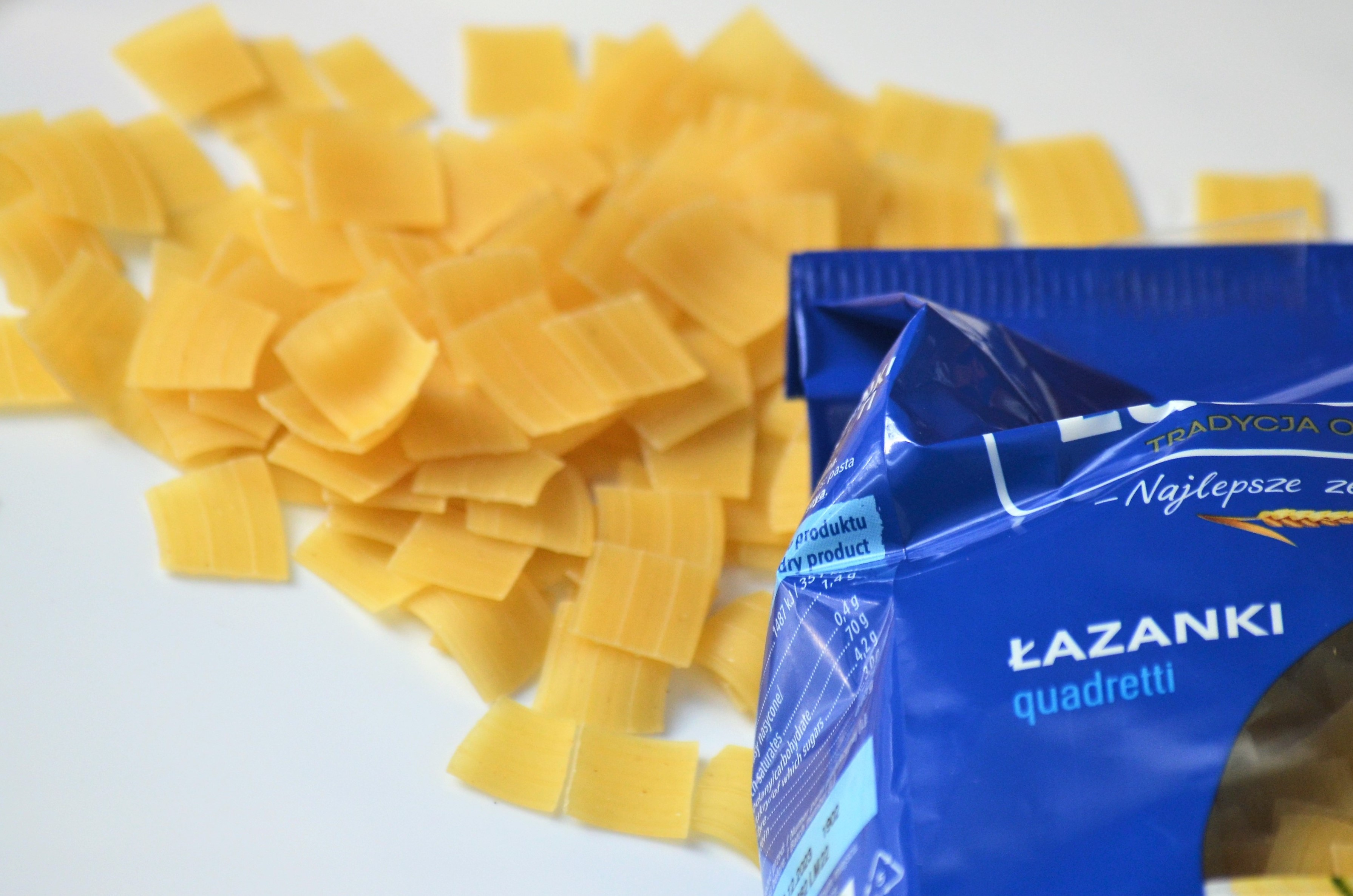
Łazanki z opakowaniem

Łazanki – rodzaj makaronu, który otrzymuje się przez pokrojenie poprzecznie zwiniętego rulonu twardego, przeschniętego ciasta na jednocentymetrowe paski i pokrojenie tych pasków na kwadraciki. Następnie gotuje się je i podaje z dodatkiem przesmażonej słoniny lub boczku.
W polskiej kuchni łazanki są podawane najczęściej z kapustą, grzybami, mięsem albo kiełbasą. Bywają też składnikiem tradycyjnej, wigilijnej zupy grzybowej.